# Scottish National Gallery of Modern Art
La Scottish National Gallery of Modern Art (in italiano; Galleria nazionale scozzese di arte moderna) a Edimburgo, ospita la collezione nazionale di arte moderna. Inaugurata nel 1960, la collezione veniva esibita presso il Palazzo Inverleith, nei Giardini Botanici Reali. Nel 1980 si è trasferita nel grande edificio sito nel settore ovest di Edimburgo: un palazzo neoclassico adiacente al parco Water of Leith. L'edificio venne costruito negli anni 1825-1828 dall'architetto scozzese William Burn per il John Watson's Hospital, una scuola attualmente incorporata dal Collegio George Watson.
Il "Giardino delle statue" posizionato di fronte al palazzo, contiene opere di Henry Moore, Rachel Whiteread, Tony Cragg e Barbara Hepworth. Nel 2002 il prato frontale è stato convertito in una "scultura gigante" intitolata Landform dell'architetto Charles Jencks, in collaborazione con Terry Farrell e Duncan Whatmore.La scultura si dice sia stata ispirata della Teoria del caos o da La Grand Jatte di Georges Seurat. Nel 2004 la Galleria ha vinto il Premio Gulbenkian (£100.000) per Landform (cfr. "Galleria").
Nel 2005, con il sussidio dell‘Art Fund, la Galleria ha aggiunto un'importante collezione di 20 stampe di disegni dell'artista britannica Tracey Emin intitolata Family Suite (1994) che mostra i "temi archetipici dell'arte di Emin: il sesso, la sua famiglia, i suoi aborti e Margate". Queste opere sono esposte dall'agosto 2008 presso la Galleria, quale parte di una mostra esclusiva di Emin, intitolata Summer Blockbuster Exhibition.
Tra le varie collezioni della Galleria figurano opere di Picasso, Braque, Mondrian, Ben Nicholson, Matisse, Andy Warhol, Roy Lichtenstein, i coloristi scozzesi, Peter Howson, Levannah Harris, Francis Bacon, Lucian Freud, la Famiglia Boyle e Douglas Gordon. Per motivi di spazio, i lavori esposti vengono rotati spesso, specialmente durante le esposizioni temporanee. L'arte surrealista e Dada, come anche le opere di Eduardo Paolozzi, sono ospitate dall'adiacente Dean Gallery.
Una scelta di opere viene esposta regolarmente sul sito ufficiale internet del museo.

## Galleria scelta
Si fornisce una breve scelta di opere:

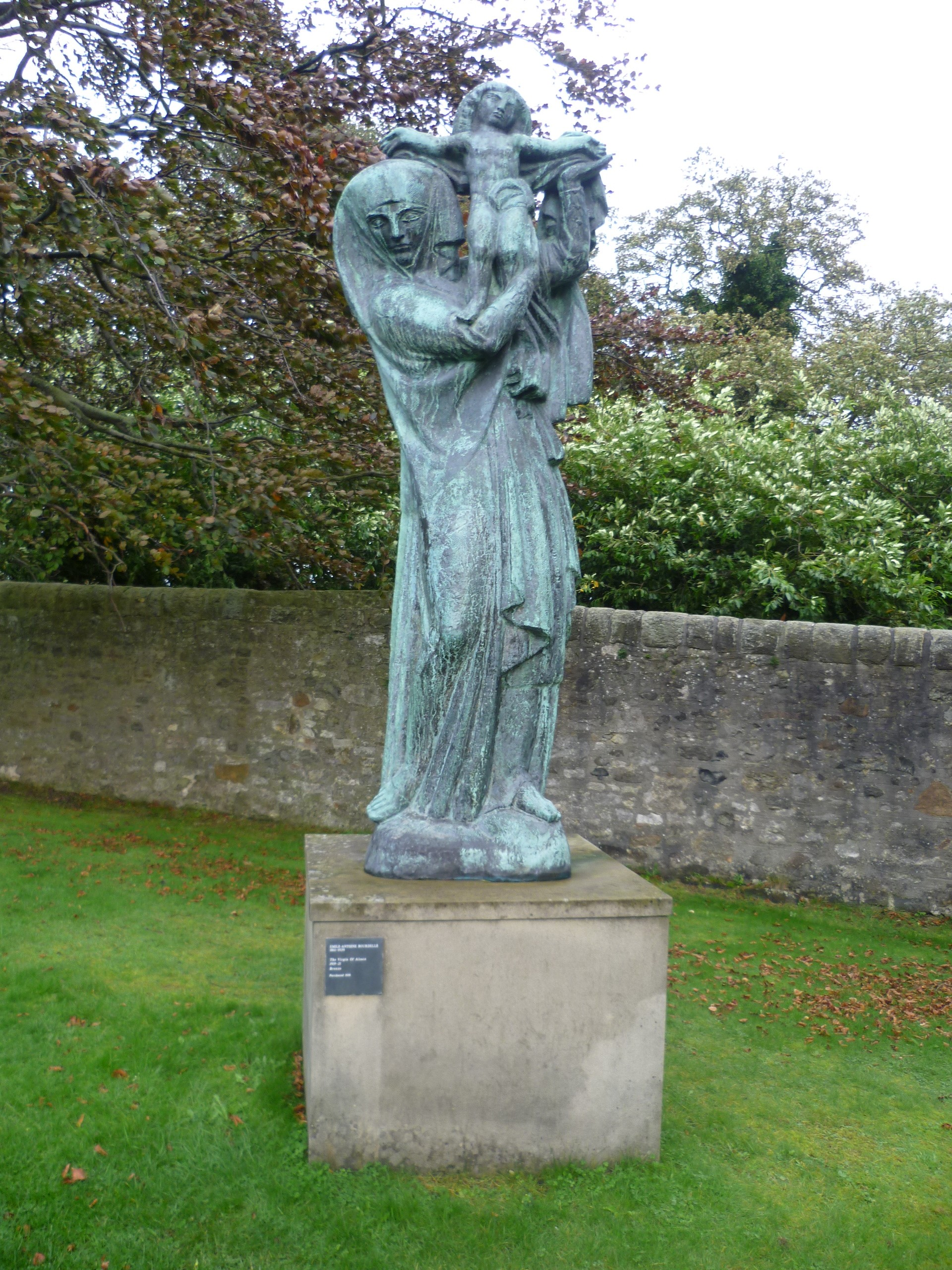
Antoine Bourdelle, La Vergine d'Alsazia, 1919-21
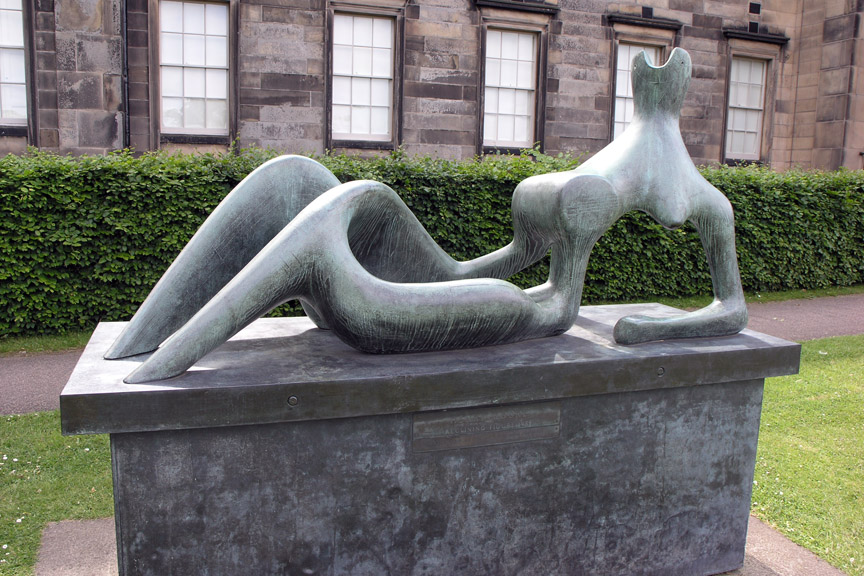
Henry Moore, Reclining Figure, 1951
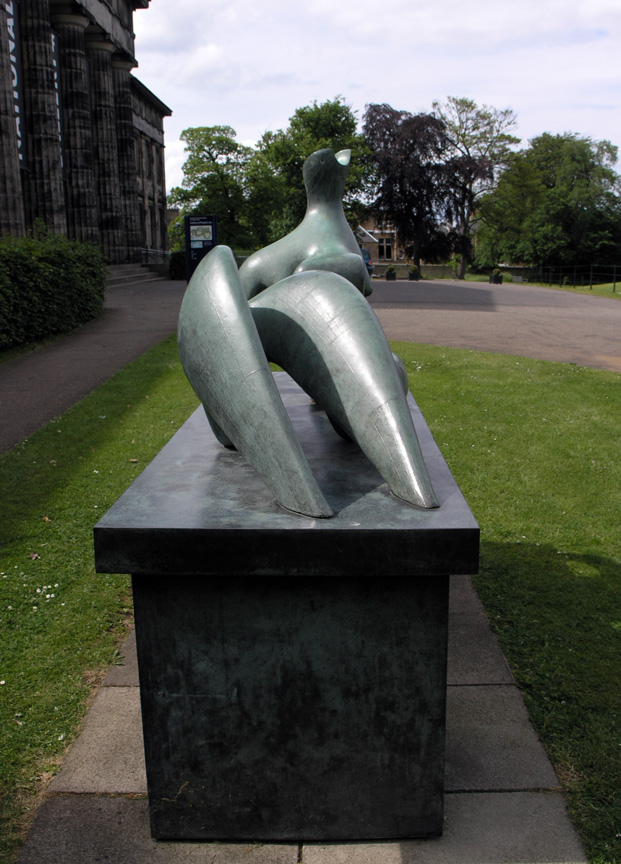
Henry Moore, Reclining Figure, 1951
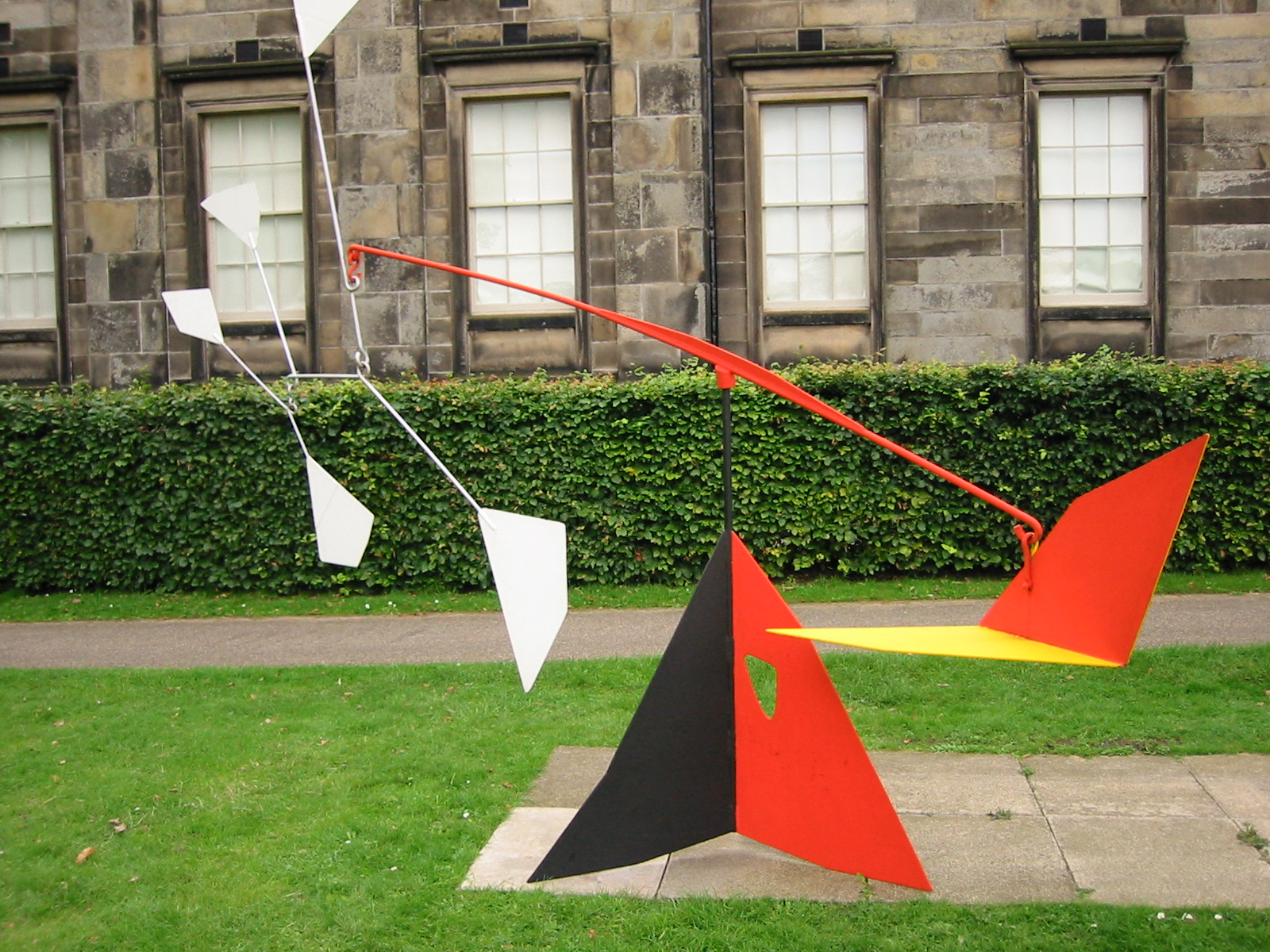
L'empennage di Alexander Calder, 1953
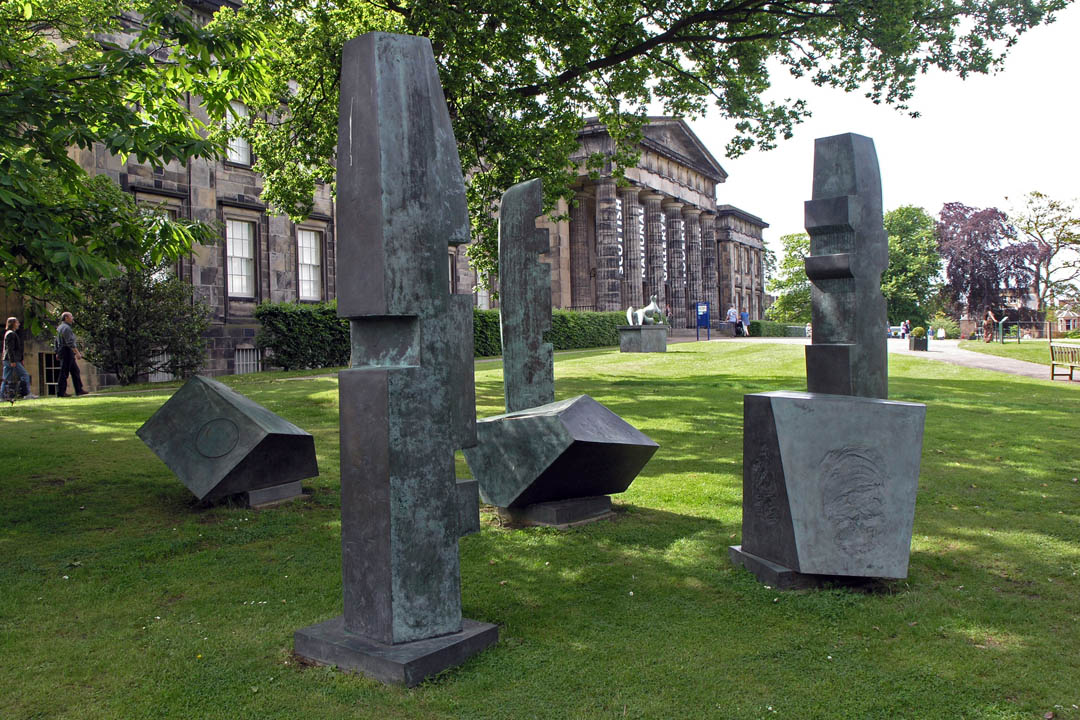
Barbara Hepworth, Conversation with Magic Stones (Conversazione con le pietre magiche), 1973
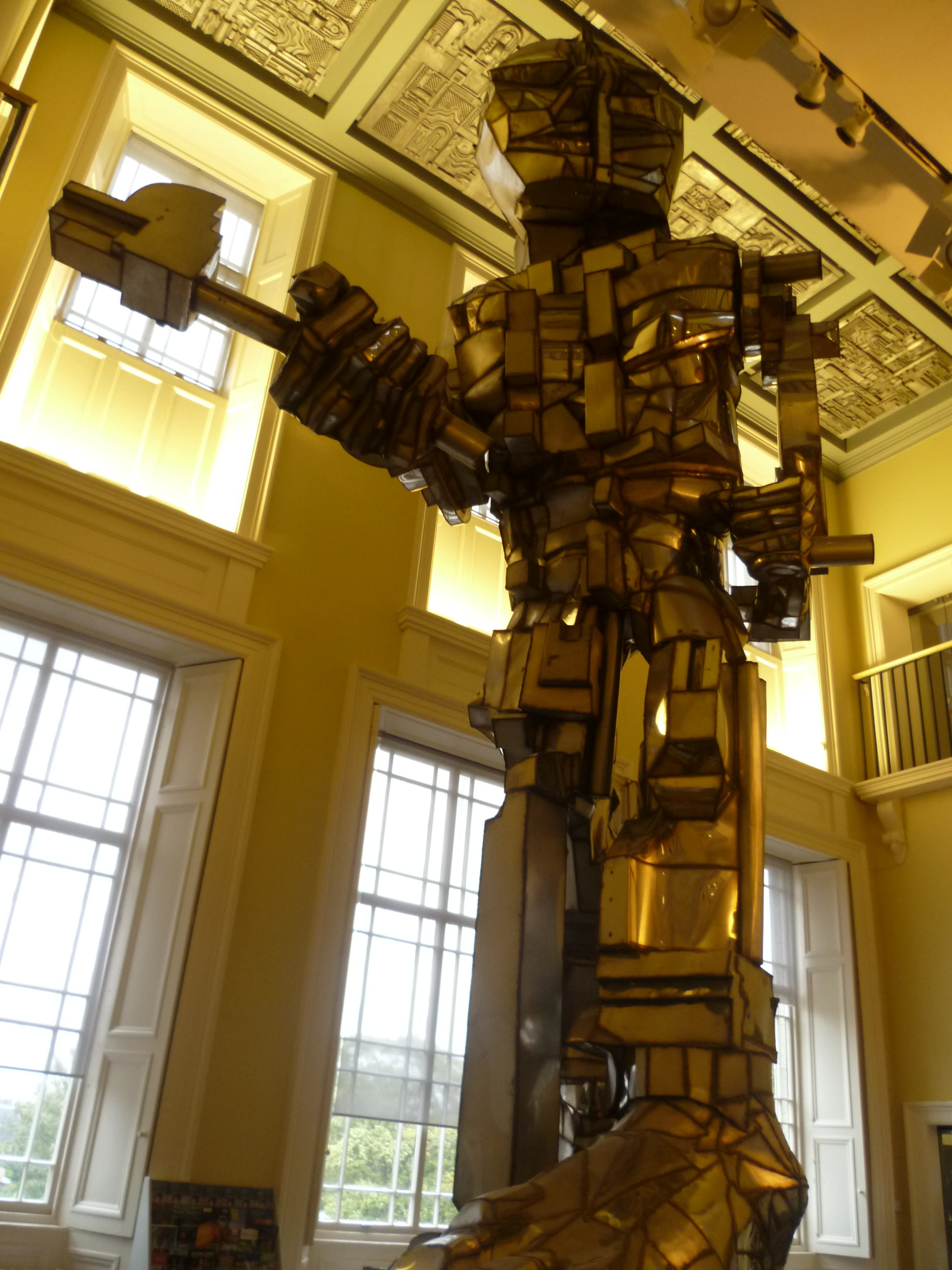
Eduardo Paolozzi, Vulcan, 1998-1999
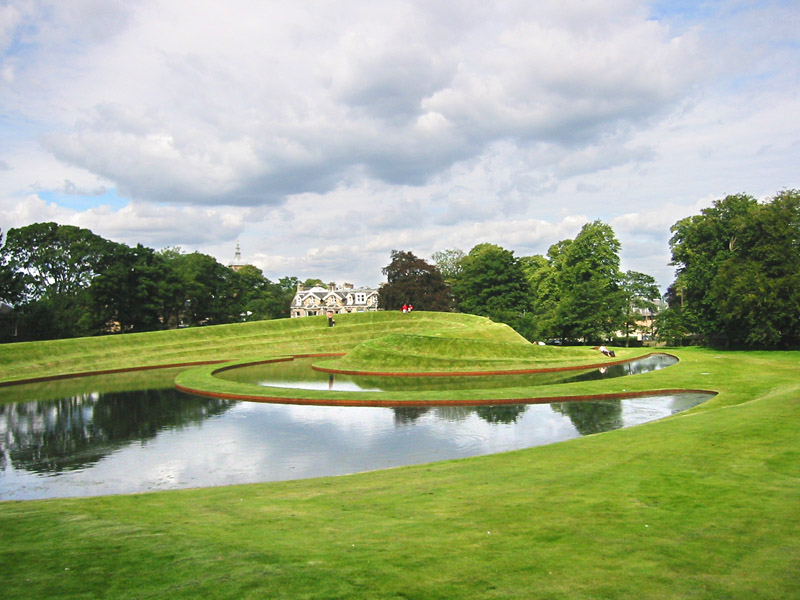
Landform di Charles Jencks, 2004
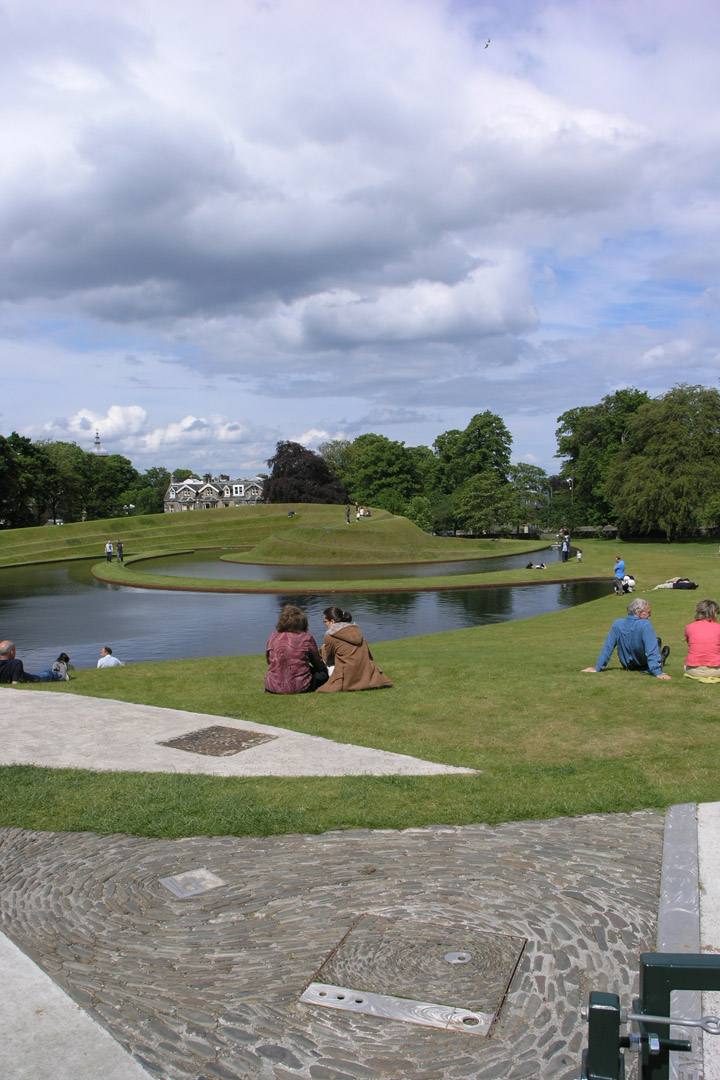
Landform o Scavi o Ueda, il giardino ha vinto il Premio Gulbenkian in maggio 2004